# Sachari Dimitrow
Sachari Dimitrow (* 19. Oktober 1975 in Sofia) ist ein ehemaliger bulgarischer Fußballspieler.
Der Stürmer spielte von 1996 bis 2000 beim FK Shumen. Mit dem Klub schaffte er 1998 den Aufstieg in die A Grupa. Nachdem Shumen in Konkurs gegangen war, wechselte er zu Lokomotive Plowdiw. Von 2002 bis 2004 stand er wieder in Shumen unter Vertrag. 2004 wechselte er zu Beroe Stara Sagora. Nach einem positiven Dopingtest auf Clenbuterol wurde Dimitrow 2006 für zwei Jahre gesperrt. Von 2009 bis 2012 spielte er erneut für Shumen.